# 千葉県立上総高等学校
千葉県立上総高等学校（ちばけんりつ かずさこうとうがっこう）は、かつて千葉県君津市に存在した県立高等学校。2021年に千葉県立君津高等学校（旧）と統合し、千葉県立君津高等学校（新校）となった。

## 沿革
- 1910年 - 中村外5か村組合立周准農学校として開校
- 1911年 - 君津郡立周准農学校と改称
- 1920年 - 現在地に移転、落成式挙行
- 1924年 - 中村外9か村組合周准農学校と改称
- 1928年 - 千葉県立周准農学校と改称
- 1948年 - 学制改革により千葉県立周准農業高等学校と改称
- 1950年 - 千葉県立木更津第一高等学校周准校舎となる
- 1952年 - 農村家庭科1学級設置
- 1956年 - 千葉県立上総農業高等学校と改称
- 1962年 - 農業科を園芸科と改称
- 1963年 - 農村家庭科を生活科と改称
- 1969年 - 千葉県立上総高等学校と改称、普通科を設置
- 1979年 - 創立70周年記念式典挙行
- 1990年 - 創立80周年記念式典挙行
- 2000年 - 創立90周年記念式典挙行
- 2010年 - 創立100周年記念式典挙行
- 2017年（平成29年）11月 - 千葉県教育委員会より、県立学校改革推進プラン・第４次実施プログラム案により、君津高校との2021年度の統合対象校になる（校名については有識者などの意見を踏まえ検討する）。
- 2020年8月19日 - 君津高校との統合による第1学年生徒募集停止を発表。
- 2021年3月31日 - 上総高等学校としては創立から１２１年で閉校。４月から千葉県立君津高校（新校）上総校舎となる予定[1]。
- 2023年3月 - 上総校舎を閉校。本校は廃校となる。

## 学科
- 全日制課程
  - 普通科
  - 園芸科

## 部活動
運動部
- 野球部
- サッカー部
- テニス部
- バスケットボール部
- 卓球部
- 剣道部
- 柔道部
- 陸上部
- バドミントン部

文化部
- 吹奏楽部
- 美術部
- 書道部
- 生物部
- 漫画研究部
- 写真部
- 茶道部
- 家庭科部
- 草花部
- 野菜部
- JRC同好会
- ESS同好会

野球部は近年実力を上げ、好成績を出している。だがチームとしての最高位はベスト8である。
柔道部は数年前まで第12ブロック(内房君津市以南を管轄)で1位で県大会へ出場している。(個人戦のみ)

## 年間行事
- 4月 - 始業式、入学式、退任式
- 5月 - 校外学習、スポーツ大会、中間考査
- 7月 - 期末考査、中学生1日体験入学、終業式
- 9月 - 始業式、体育祭
- 10月 - インターンシップ
- 11月 - 文化祭、園芸祭
- 12月 - 芸術鑑賞会、期末考査、終業式
- 1月 - 始業式、修学旅行（2学年）
- 2月 - 校内マラソン大会
- 3月 - 卒業式、終業式

## アクセス
- JR君津駅南口またはJR木更津駅西口より路線バス「小糸中島行き」（日東交通）に乗車、「小糸中農協前」で下車。登下校時にはJR君津駅南口との間で直通のスクールバスも運行されている。